# Rovaniemi
Rovaniemi [ˈrɔvɑniɛmi] ⓘ ist die Hauptstadt der nordfinnischen Landschaft Lappland und liegt am Zusammenfluss von Ounasjoki und Kemijoki in direkter Nähe des Polarkreises. Das Tor zum Norden ist nicht nur wichtiges Einkaufszentrum für die Siedlungen der Umgebung, sondern auch ein touristisches Reiseziel. Rovaniemi ist Sitz der Kammer des Weihnachtsmannes, der im Weihnachtsmanndorf am Polarkreis sogar sein eigenes Postamt besitzt. Am 1. Januar 2006 wurde die Stadt mit der Landgemeinde Rovaniemi zusammengeschlossen. Des Weiteren ist die Stadt Sitz des Internationalen Sekretariats der Universität der Arktis.

## Geografie

### Lage und Ausdehnung

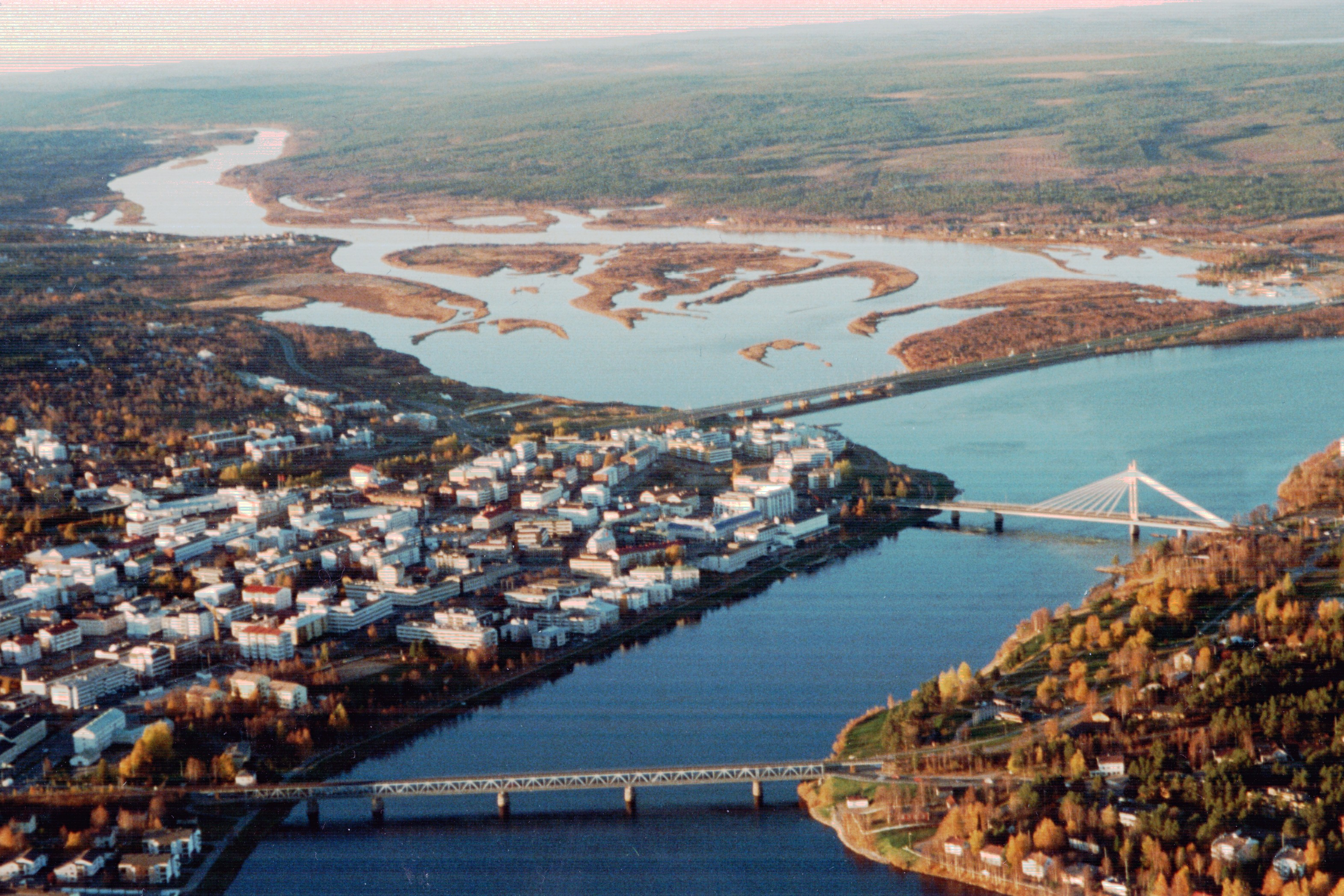
Stadtzentrum am Zusammenfluss von Ounasjoki und Kemijoki

Rovaniemi befindet sich zentral in der Landschaft Lappland im hohen Norden Finnlands. Das Stadtzentrum liegt am Zusammenfluss der Flüsse Ounasjoki und Kemijoki nur wenige Kilometer südlich des Polarkreises.
Neben der eigentlichen Kernstadt, in der über 80 % der Einwohner leben, umfasst das administrative Stadtgebiet von Rovaniemi seit der Eingemeindung der Landgemeinde Rovaniemi eine sehr weite Fläche von 8017 km² (mehr als das Dreifache Luxemburgs). Damit ist Rovaniemi die flächengrößte Stadt Europas. Der größte Teil dieses Gebiets ist aber nur sehr dünn besiedelt. So ergibt sich für ganz Rovaniemi eine niedrige Bevölkerungsdichte von 8,5 Einwohnern pro Quadratkilometer.
Nachbargemeinden von Rovaniemi sind Ranua im Süden, Tervola im Südwesten, Ylitornio und Pello im Westen, Kolari im Nordwesten, Kittilä und Sodankylä im Norden, Kemijärvi im Osten sowie Posio im Südosten. Mit der Gemeinde Ranua hat sich Rovaniemi zur Verwaltungsgemeinschaft Rovaniemi zusammengeschlossen. Die nächste Großstadt ist Oulu 207 km südlich, die Entfernung in die Hauptstadt Helsinki beträgt 815 km.
|                       | Jan   | Feb   | Mär  | Apr  | Mai  | Jun  | Jul  | Aug  | Sep  | Okt  | Nov  | Dez   |   |       |
| Mittl. Tagesmax. (°C) | −8,5  | −8,1  | −2,8 | 2,7  | 10,2 | 16,8 | 19,4 | 16,1 | 10,0 | 2,6  | −3,5 | −6,9  | ⌀ | 4,1   |
| Mittl. Tagesmin. (°C) | −15,1 | −14,1 | −9,4 | −4,5 | 1,8  | 8,1  | 11,0 | 8,6  | 3,8  | −2,0 | −8,7 | −13,3 | ⌀ | −2,8  |
|                       |       |       |      |      |      |      |      |      |      |      |      |       |   |       |
| Niederschlag (mm)     | 42,1  | 33,6  | 35,6 | 30,9 | 35,9 | 59,1 | 69,1 | 71,7 | 54,0 | 54,6 | 48,6 | 41,7  | Σ | 576,9 |
|                       |       |       |      |      |      |      |      |      |      |      |      |       |   |       |
| Regentage (d)         | 10    | 9     | 9    | 8    | 7    | 9    | 10   | 10   | 9    | 11   | 12   | 10    | Σ | 114   |

| −15,1 |

| −14,1 |

| −9,4 |

| −4,5 |

| 1,8 |

| 8,1 |

| 11,0 |

| 8,6 |

| 3,8 |

| −2,0 |

| −8,7 |

| −13,3 |

| −15,1 |

| −14,1 |

| −9,4 |

| −4,5 |

| 1,8 |

| 8,1 |

| 11,0 |

| 8,6 |

| 3,8 |

| −2,0 |

| −8,7 |

| −13,3 |

### Landschaft und Natur

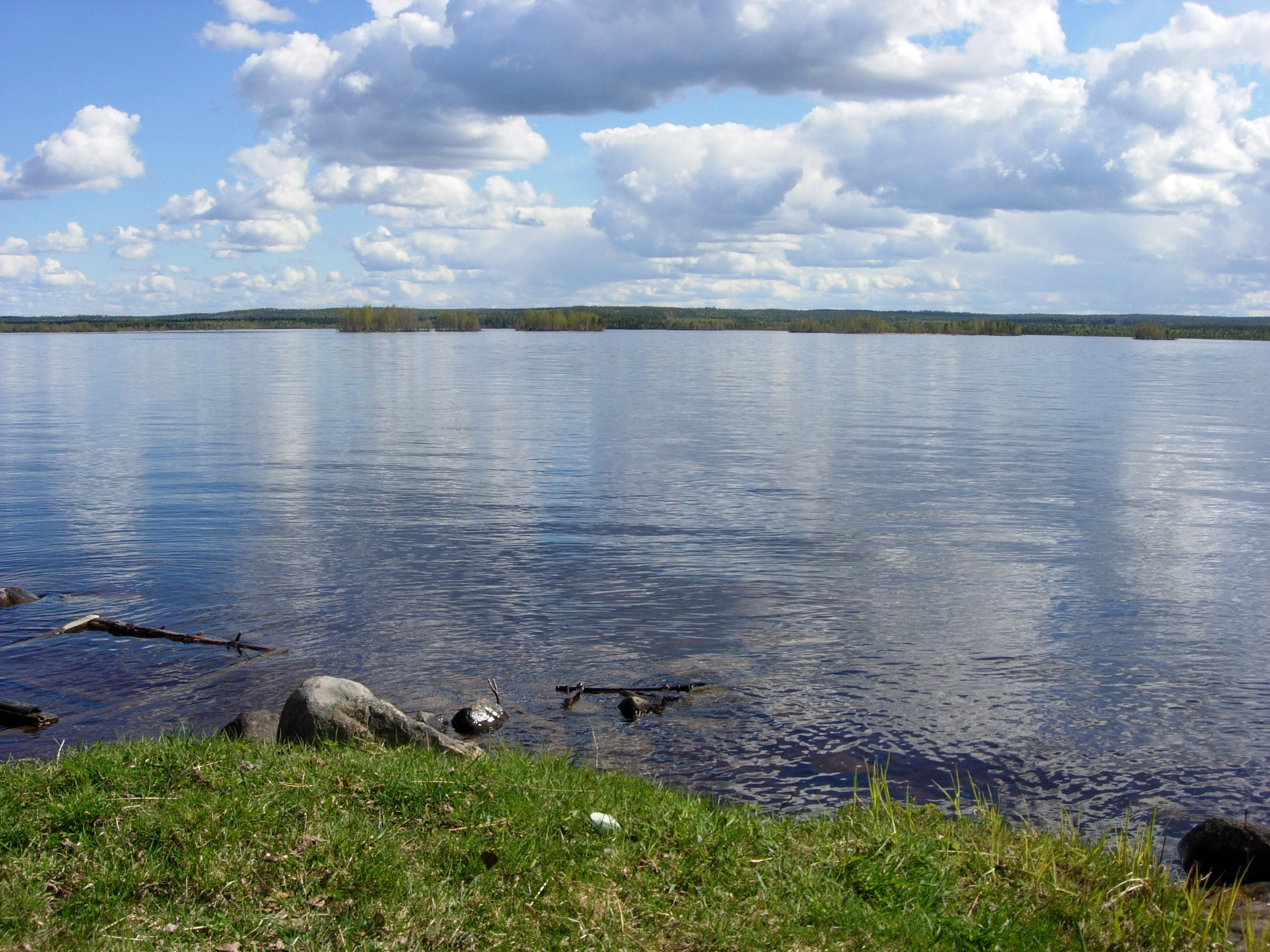
Beim Dorf Muurola ist der Kemijoki-Fluss seeartig erweitert.

Landschaftlich gehört das Stadtgebiet von Rovaniemi zum Übergangsbereich der Region Peräpohjola zum eigentlichen Lappland. Die Landschaft wird geprägt von Wäldern und Mooren. Unter den Baumarten herrschen Kiefern (62 %) und Fichten (22 %) vor, 16 % entfallen auf Laubbäume. Etwa 5 % der Stadtfläche bestehen aus Binnengewässern. Im Gegensatz zum größten Teil Finnlands ist die Gegend von Rovaniemi arm an großen Seen. Hingegen prägen die beiden mächtigen, teils seeartig erweiterten Flüsse Kemijoki und Ounasjoki das Landschaftsbild. Zur Zeit der Schneeschmelze im Frühjahr kommt es regelmäßig zu Überschwemmungen.
Rovaniemi gehört zum Bereich des Finnischen Hügellands (Vaara-Suomi). Entsprechend sind die Anhöhen im Stadtgebiet im Gegensatz zu den Fjells im nördlicheren Lappland eher flach und bewaldet. Die höchste Erhebung ist der 358 m hohe Kaihuanvaara. Weitaus bekannter ist indes der 204 m hohe Ounasvaara. Der Hausberg Rovaniemis erhebt sich direkt gegenüber dem Stadtzentrum und stellt ein beliebtes Naherholungsziel für die Einwohner dar. Ein bekanntes Naturdenkmal ist auch der 16 m hohe Wasserfall Auttiköngäs im Südosten Rovaniemis.

### Stadtgliederung

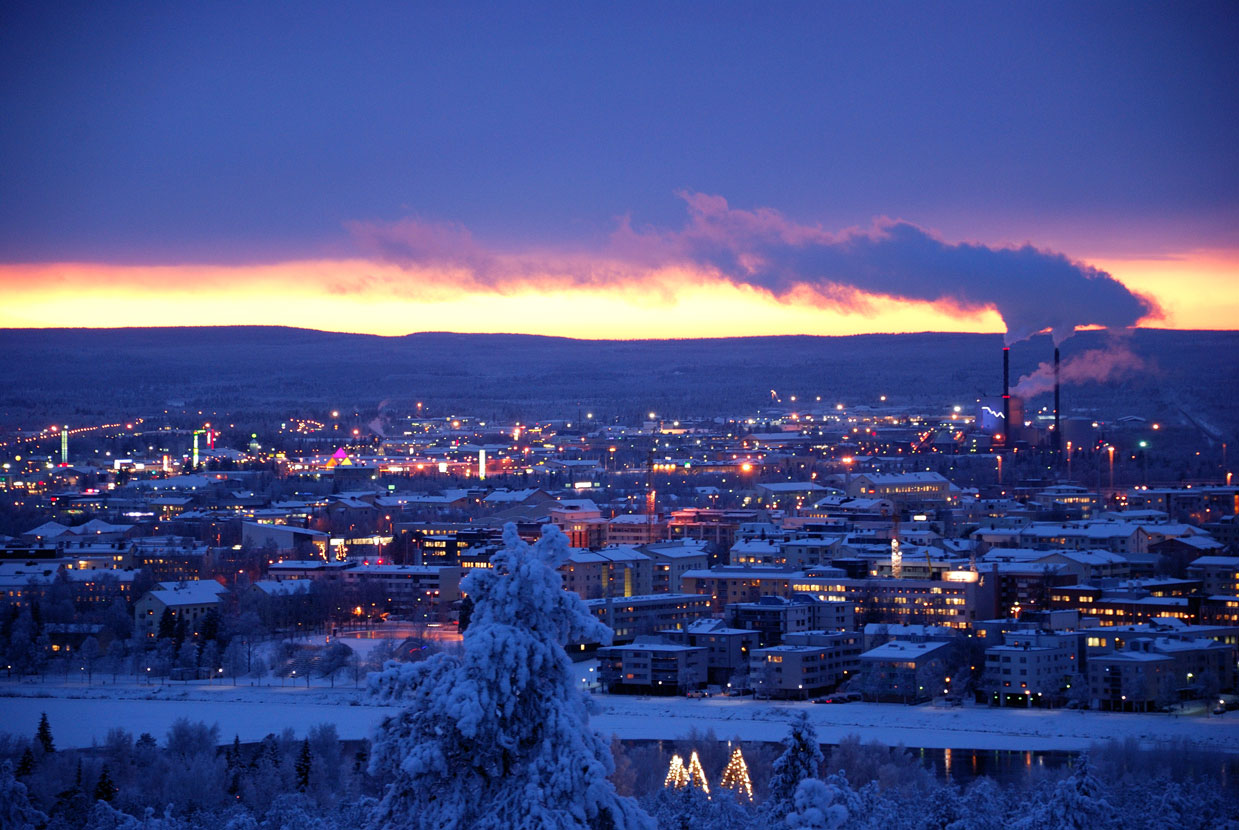
Das Stadtzentrum von Rovaniemi

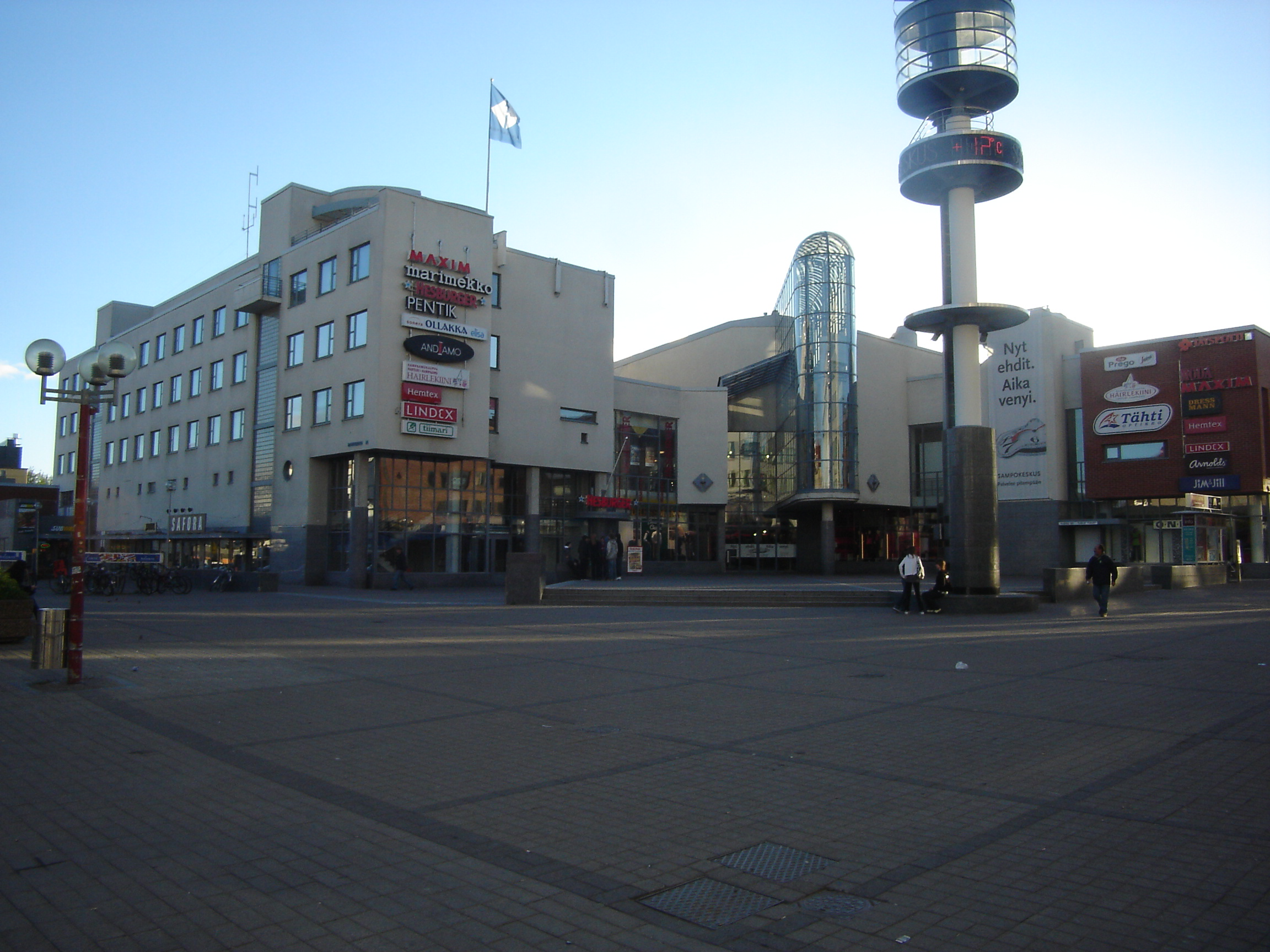
Der Lordi-Platz im Zentrum von Rovaniemi

Das Stadtgebiet Rovaniemis teilt sich in das städtisch bebaute Zentrum und das ländliche Umland. Für statistische Zwecke ist Rovaniemi in sechs Stadtbezirke (suuralue) eingeteilt, die sich weiter in kleine statistische Gebiete unterteilen. Die Bevölkerung verteilt sich folgendermaßen auf die Stadtbezirke und statistischen Gebiete (Stand: 31. Dezember 2007):
| - Zentrum (50.132 Einwohner) - I. Stadtteil (4084 Einwohner) - Rantavitikka (6234 Einwohner) - Ratantaus (6923 Einwohner) - Pullinpuoli (2118 Einwohner) - Ounasrinne (3170 Einwohner) - Pöykkölä (2556 Einwohner) - Lapinrinne (1561 Einwohner) - Karinrakka (6280 Einwohner) - Ounasmetsä (1986 Einwohner) - Koskenkylä (793 Einwohner) - Saarenkylä (9769 Einwohner) - Ylikylä (3256 Einwohner) - Alakorkalo (775 Einwohner) - Kauko (627 Einwohner) - Sodankyläntie (779 Einwohner) - Niesi (276 Einwohner) - Olkkajärvi (503 Einwohner) | - Ounasjoki (2339 Einwohner) - Lohiniva (159 Einwohner) - Meltaus (585 Einwohner) - Sinettä (1101 Einwohner) - Sonka (497 Einwohner) - Alakemijoki (2926 Einwohner) - Hirvas (669 Einwohner) - Rautiosaari (631 Einwohner) - Muurola (1190 Einwohner) - Jaatila (436 Einwohner) - Ranuantie (659 Einwohner) - Ranuantie (659 Einwohner) - Yläkemijoki (1579 Einwohner) - Autti (314 Einwohner) - Vanttauskoski (788 Einwohner) - Oikarainen (477 Einwohner) |

## Geschichte

### Vorgeschichte
Die erste menschliche Besiedlung verbreitete sich im Gebiet von Rovaniemi nach dem Rückzug der Gletscher gegen Ende der letzten Eiszeit zwischen 7000 und 5800 v. Chr. Ein in einem Sumpf nahe dem Lehtojärvi, einem See bei Rovaniemi, gefundener hölzerner Elchkopf, der wohl als Bugschmuck eines Bootes diente, wird auf die Zeit um 5800 v. Chr. datiert. Die Urbevölkerung lebte von der Jagd und Fischerei an dem durch das Schmelzwasser der Gletscher entstandenen Ancylussee, der Teile des heutigen Stadtgebiets bedeckte.

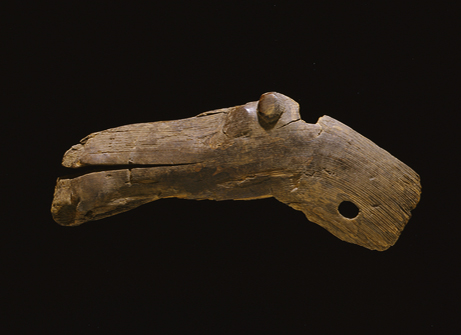
Der Rovaniemi-Hirschkopf ist eine 37 cm lange Kiefernholzskulptur aus einem Sumpf bei Rovaniemi.

Durch die Vermischung der steinzeitlichen Urbevölkerung und der ab dem 3. Jahrtausend v. Chr. einwandernden Finno-Ugrier entstand die samische (lappische) Bevölkerung Lapplands, die auch in Rovaniemi lange vorherrschend blieb. Ab dem frühen Mittelalter ließen sich sesshafte, Ackerbau treibende Finnen im Flusstal des Kemijoki nieder. Die finnische Besiedlung schob sich im 11. Jahrhundert bis auf die Höhe von Rovaniemi vor. Die Ortsnamen in der Gegend von Rovaniemi weisen darauf hin, dass diese Neusiedler hauptsächlich aus den Landschaften Häme und Satakunta stammten. Durch die finnische Zuwanderung und die Übernahme der Ackerbaukultur wurden die halbnomadisch lebenden Samen nach und nach zurückgedrängt oder assimiliert. Teile Rovaniemis blieben aber bis ins 18. Jahrhundert samisch besiedelt.

### Schwedische und russische Zeit
Im Hochmittelalter verstärkte sich der Einfluss des Schwedischen Reiches in Lappland. Obwohl das Gebiet nach den Bestimmungen des Vertrages von Nöteborg von 1323 nominell zum Machtbereich Nowgorods gehörte, wurde das Tal des Kemijoki Anfang des 15. Jahrhunderts als Kirchspiel Kemi in die Kirchenverwaltung des schwedischen Bistums Turku eingegliedert. Der Name Rovaniemi ist erstmals in einer Urkunde über einen Landkauf aus dem Jahr 1453 nachgewiesen. Der Name wird häufig vom samischen Wort roavve für einen bewaldeten Höhenzug oder eine geschwendete Fläche hergeleitet. Aus Peräpohjola-Dialekten des Finnischen ist auch rova bekannt, als eine Anhäufung von Steinen oder Felsen, besonders bei Stromschnellen. Niemi ist finnisch für „Halbinsel“ oder „Landzunge“.
Anfang des 17. Jahrhunderts wurde Rovaniemi zu einer Kapellengemeinde des Kirchspiels Kemi. Eine erste Kirche wurde 1605–11 erbaut aber schon kurz darauf bei einem karelischen Raubzug niedergebrannt. Die Kirche wurde bis 1622 wiederaufgebaut und bereits 1688 durch einen neuen Nachfolgebau ersetzt. 1785 wurde die Kapellengemeinde Rovaniemi zu einem eigenständigen Kirchspiel erhoben.

### Unabhängigkeit

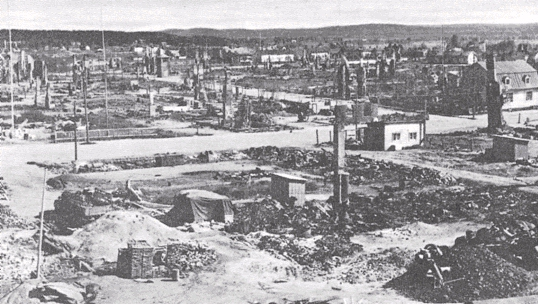
Rovaniemi wurde im Lapplandkrieg völlig zerstört.

Durch den Bau der Eisenbahn 1909 erhielt Rovaniemi einige Bedeutung. 1929 erlangte das Gemeindezentrum von Rovaniemi als Marktflecken (kauppala) die kommunale Selbstständigkeit. Das umliegende Gebiet wurde in die Landgemeinde Rovaniemi (Rovaniemen maalaiskunta) umgewandelt. 1938 wurde die Provinz Lappland aus den nördlichen Gebieten der Provinz Oulu gegründet. Während in der größten Stadt Kemi Hoffnungen gehegt wurden, Provinzhauptstadt zu werden, erhielt Rovaniemi wegen seiner zentraleren Lage den Zuschlag.
Im Winterkrieg griff die Sowjetunion 1939 Finnland an. Die sowjetische Luftwaffe bombardierte mehrmals Rovaniemi, die Bodentruppen konnten aber von Osten nur bis zum Dorf Joutsijärvi in Kemijärvi und Pelkosenniemi (etwa 100 km östlich von Rovaniemi) vordringen.
Im darauf folgenden Fortsetzungskrieg von 1941 bis 1944 war Rovaniemi ein Zentrum der deutschen Führung und Logistik in Lappland. In der Stadt waren zu dieser Zeit rund 15.000 deutsche Soldaten stationiert. Nach dem Seitenwechsel Finnlands zog die Wehrmacht unter Anwendung der Taktik der verbrannten Erde ab. In der aus Holzhäusern bestehenden Stadt Rovaniemi wurden von der Wehrmacht öffentliche und militärische Gebäude planmäßig zerstört. Im Bahnhof des brennenden Rovaniemi explodierte auch ein mit Munition beladener Zug. Von 11. bis 14. Oktober 1944 wurden dadurch rund 90 % der Bausubstanz der Stadt zerstört. Die rund 25.000 Zivilisten in der Stadt waren tags zuvor mitsamt dem Viehbestand evakuiert worden. Die im Gebiet des heutigen Nordfinnland gefallenen etwa 2500 deutschen Soldaten ruhen heute auf dem Soldatenfriedhof von Norvajärvi, einer Halbinsel etwa 18 Kilometer nördlich des Zentrums von Rovaniemi.
1945 bis 1952 wurde die Stadt nach Plänen des Architekten Alvar Aalto wieder aufgebaut. Das Stadtrecht erhielt der Marktflecken erst 1960. Zum Jahresbeginn 2006 vereinigten sich Stadt und Landgemeinde Rovaniemi wieder zur Stadt.

## Bevölkerung
(seit dem Jahr 1983 gilt der 31. Dezember)
| - 1621 – 500 - 1775 – 1.000 - 1820 – 2.000 - 1865 – 4.000 - 1983 – 31.910 - 1990 – 33.500 | - 1997 – 35.718 - 2000 – 35.427 - 2002 – 35.110 - 2005 – 57.735 - 2008 – 58.825 - 2016 – 62.231 |

Für den Bevölkerungszuwachs ist die Eingliederung der Landgemeinde Rovaniemi in das Stadtgebiet zum 1. Januar 2006 verantwortlich. Flächenmäßig vergrößerte sich Rovaniemi so auf 8.000 km², was etwas mehr als der dreifachen Fläche Luxemburgs entspricht. Sie ist damit eine der flächenmäßig größten Städte der Welt.

## Politik

### Stadtrat
- VAS: 5
- SDP: 9
- VIHR: 4
- KOK: 10
- KESK: 13
- KD: 1
- PS: 9

Die größte Fraktion im Stadtrat von Rovaniemi, der höchsten Entscheidungsinstanz bei lokalen Angelegenheiten, stellt in der Wahlperiode 2021–2025 die Finnische Zentrumspartei mit 13 von 51 Sitzen. Ihr Rückhalt ist bei einem Stimmenanteil von knapp einem Drittel aber niedriger als in den ländlichen Gebieten Lapplands. Die Nationale Sammlungspartei und die Sozialdemokratische Partei Finnlands vereinten bei der Kommunalwahl im Juni 2021 jeweils rund ein Fünftel der Stimmen auf sich und stellen zehn bzw. neun Abgeordnete. Die rechtspopulistischen Wahren Finnen konnten 2021 ihren Stimmenanteil massiv steigern und stellen nun ebenfalls 9 Abgeordnete. Das Linksbündnis ist mit einem Stimmenanteil von knapp 13 Prozent und sechs Sitzen im Stadtrat wie allgemein in Finnland relativ stark. Ebenfalls im Stadtrat vertreten sind der Grüne Bund mit vier und die Christdemokraten mit einem Abgeordneten.
Die Wahlbeteiligung lag 2021 bei 50,3 %.
Zusammensetzung des Stadtrats nach der Wahl 2021:
| Partei                    | Kürzel | Stimmenanteil | G/V    | Sitze | G/V |
| Zentrumspartei            | KESK   | 24,7 %        | − 5,2  | 13    | − 3 |
| Nationale Sammlungspartei | KOK    | 19,5 %        | − 1,8  | 10    | + 0 |
| Sozialdemokraten          | SDP    | 19,1 %        | − 0,9  | 9     | − 1 |
| Wahre Finnen              | PS     | 17,9 %        | + 10,4 | 9     | + 5 |
| Linksbündnis              | VAS    | 9,4 %         | − 3,5  | 5     | − 1 |
| Grüner Bund               | VIHR   | 8,6 %         | + 1,6  | 4     | + 1 |
| Christdemokraten          | KD     | 1,5 %         | − 0,2  | 1     | − 1 |

G/V: Gewinn oder Verlust im Vergleich zur Wahl 2017

Wappen von Rovaniemi
1930–2005
Seit 2006

### Wappen
Die Stadt Rovaniemi führt seit der Gemeindefusion von 2006 das Wappen der ehemaligen Landgemeinde Rovaniemi weiter. Es wurde 1956 von Toivo Vuorela entworfen und zeigt im grünen Schild ein silbernes Gabelkreuz (Deichsel), dessen obere Arme gezackt sind, sowie im oberen Winkel eine goldene Flamme. Das Gabelkreuz symbolisiert den Zusammenfluss von Ounasjoki und Kemijoki, während die Flamme für die Signalfeuer steht, die früher auf den Hügeln am Flusslauf gebrannt haben sollen.
Vor der Gemeindefusion hatte Rovaniemi ein 1930 von Väinö Tiger gezeichnetes Wappen geführt. Es zeigte im blauen Feld einen silbernen Fjell, darüber den silbernen Frakturbuchstaben R sowie als oberstes eine Krone aus Strahlen von Polarlichtern, ebenfalls in Silber.

### Städtepartnerschaften
Rovaniemi unterhält Städtepartnerschaften mit folgenden Städten:
| - Kiruna, (Schweden, seit 1950) - Narvik (Norwegen, seit 1951) - Murmansk (Russland, seit 1965) - Neustrelitz (Deutschland, seit 1963) - Kassel (Deutschland, seit 1972) - Drvar (Bosnien und Herzegowina, seit 1973) - Veszprém (Ungarn, seit 1974) | - Olsztyn (Polen, seit 1976) - Grindavík (Island, seit 1982) - Cadillac (Vereinigte Staaten, seit 1983) - St. Johann in Tirol (Österreich, seit 1989) - Ajka (Ungarn, seit 1992) - Harbin (Volksrepublik China, seit 2006) - Alanya (Türkei, seit 2009) |

## Kultur und Sehenswürdigkeiten
Der berühmte finnische Architekt Alvar Aalto hat in Rovaniemi deutliche Spuren hinterlassen. Gemeinsam mit den Architektenkollegen Viljo Revell und Yrjö Lindegren entwarf er 1945 den neuen Grundriss für die von der deutschen Wehrmacht total zerstörte Stadt Rovaniemi. Die drei Architekten wählten für den Grundriss die Form eines Rentiergeweihs.
Von Alvar Aaltos Gebäuden in Rovaniemi ist das Zentrum für Kultur und Administration das bekannteste. Die zu dem Komplex gehörenden drei Gebäude umfassen das Stadthaus von Rovaniemi (1988), die Bücherei (1965) und das Lappiahaus.
Das von Alvar Aalto entworfene Lappiahaus (1975) dient als Theater, Konzertsaal und als Kongresszentrum. Weiterhin sind im Lappiahaus eine Musikhochschule und ein Radiosender untergebracht.
Weitere Gebäude von Alvar Aalto sind im Zentrum Rovaniemis an der Koskikatu 18 (gebaut 1959) und Jaakonkatu 3 (gebaut 1963) zu finden sowie das Wohnhaus der Familie Aho (gebaut 1965). Weiters hat Alvar Aalto von 1958 bis 1961 an der Siedlung Tapiola in Rovaniemi gearbeitet.
Das 1972 gegründete Kammerorchester von Lappland residiert seit 2011 in dem neu errichteten Kulturzentrum Korundi. Der moderne Konzertsaal wird auch für Pop-Konzerte genutzt. Das Kunstmuseum von Rovaniemi befindet sich im gleichen Haus.

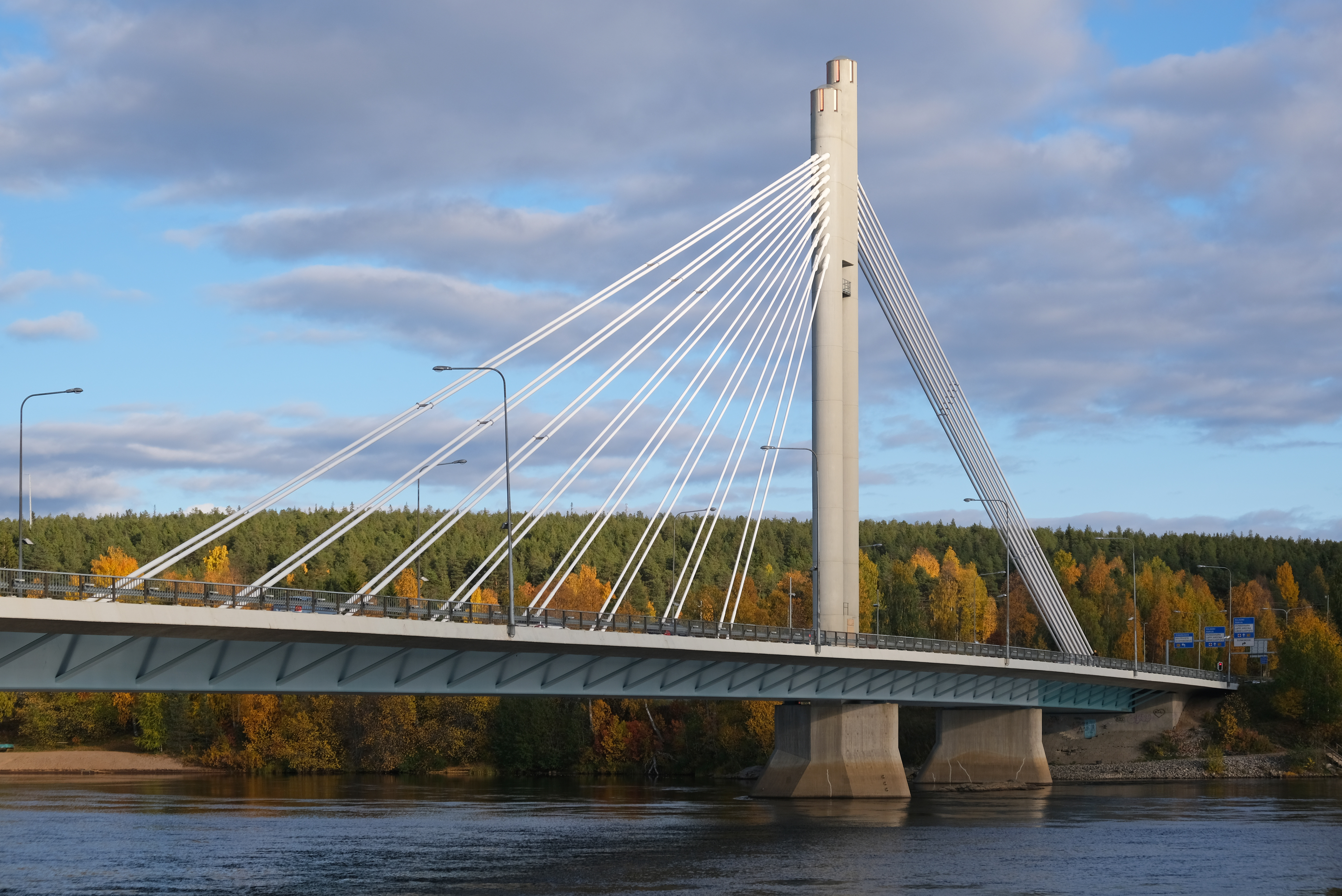
Jätkänkynttiläbrücke

### Bauwerke
Sehenswert ist die 1989 fertiggestellte Jätkänkynttiläsilta (Holzfällerkerzenbrücke) im Nordwesten von Rovaniemi.

### Museen

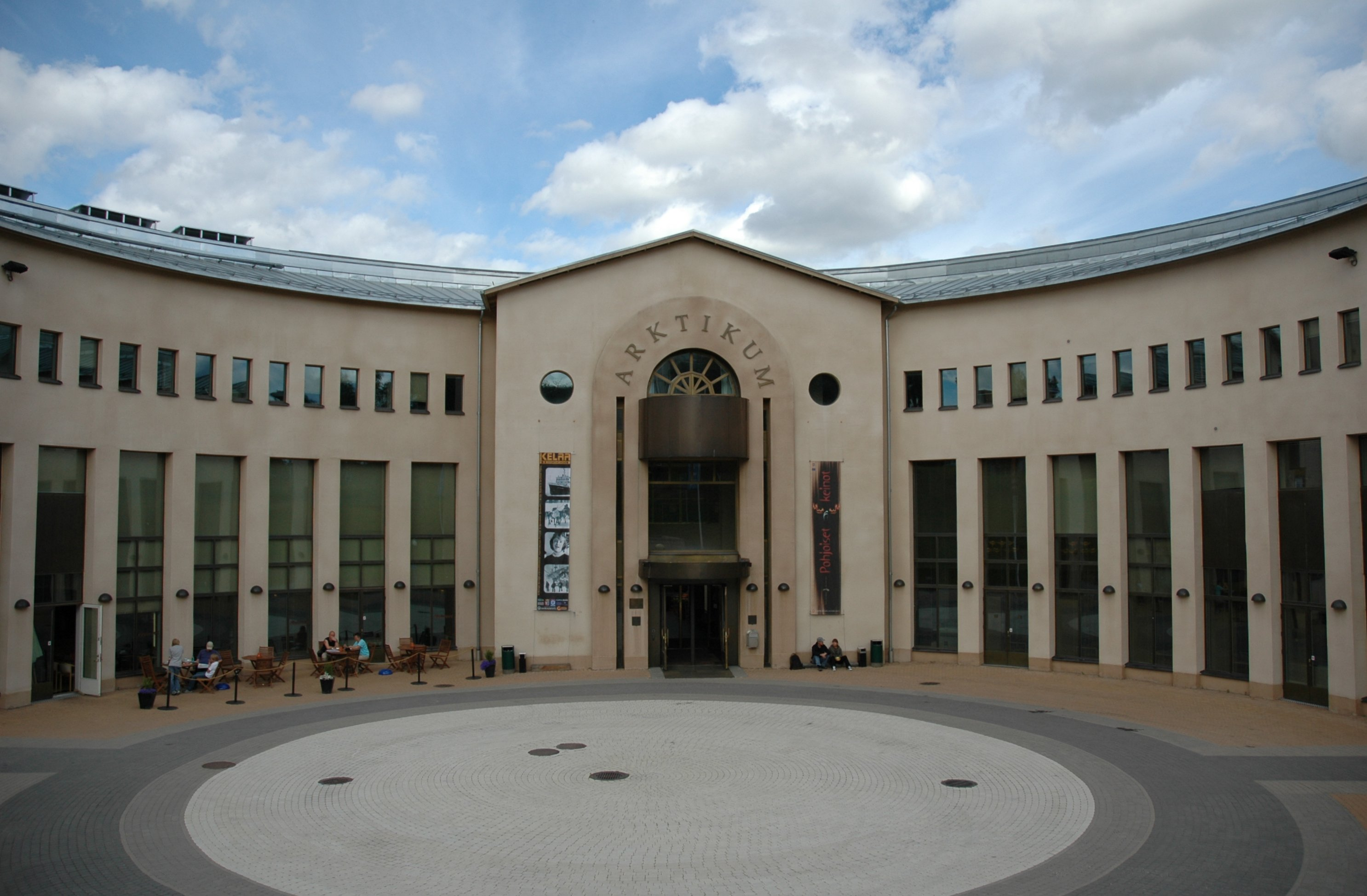
Arktikum

Das am Ufer des Flusses Ounasjoki gelegene und am 6. Dezember 1992 eröffnete Museum Arktikum ist ein Zentrum der Wissenschaft. Das Arktikum besteht tatsächlich aus zwei Institutionen, dem Provinzmuseum von Lappland und dem Arktischen Zentrum. In der Ausstellung Wege des Nordens wird über Menschen in Finnisch-Lappland, über die Samen und deren Lebensraum berichtet sowie von der Natur Finnisch-Lapplands. Gezeigt werden auch Trachten der Samen und Exponate, die sich mit dem traditionellen Leben der Samen, der Rentierzucht, befassen. Die Samen betrachtet man als die indigene Bevölkerung Lapplands. Die Ausstellungen im Arktischen Zentrum berichten aus Gebieten der gesamten Arktis. Sie vermitteln ein Bild der Interaktion zwischen Mensch und Natur und von den Jahreszeiten in arktischen Gebieten. Polarlichter werden in einer Multivisionsshow gezeigt. Das Arktische Zentrum ist Teil der Universität Lappland, die ebenfalls in Rovaniemi angesiedelt ist.

### Kirchen
In Rovaniemi gibt es eine lutherische Kirche (1950) und eine orthodoxe Kirche (1957).

### Sitz des Weihnachtsmanns

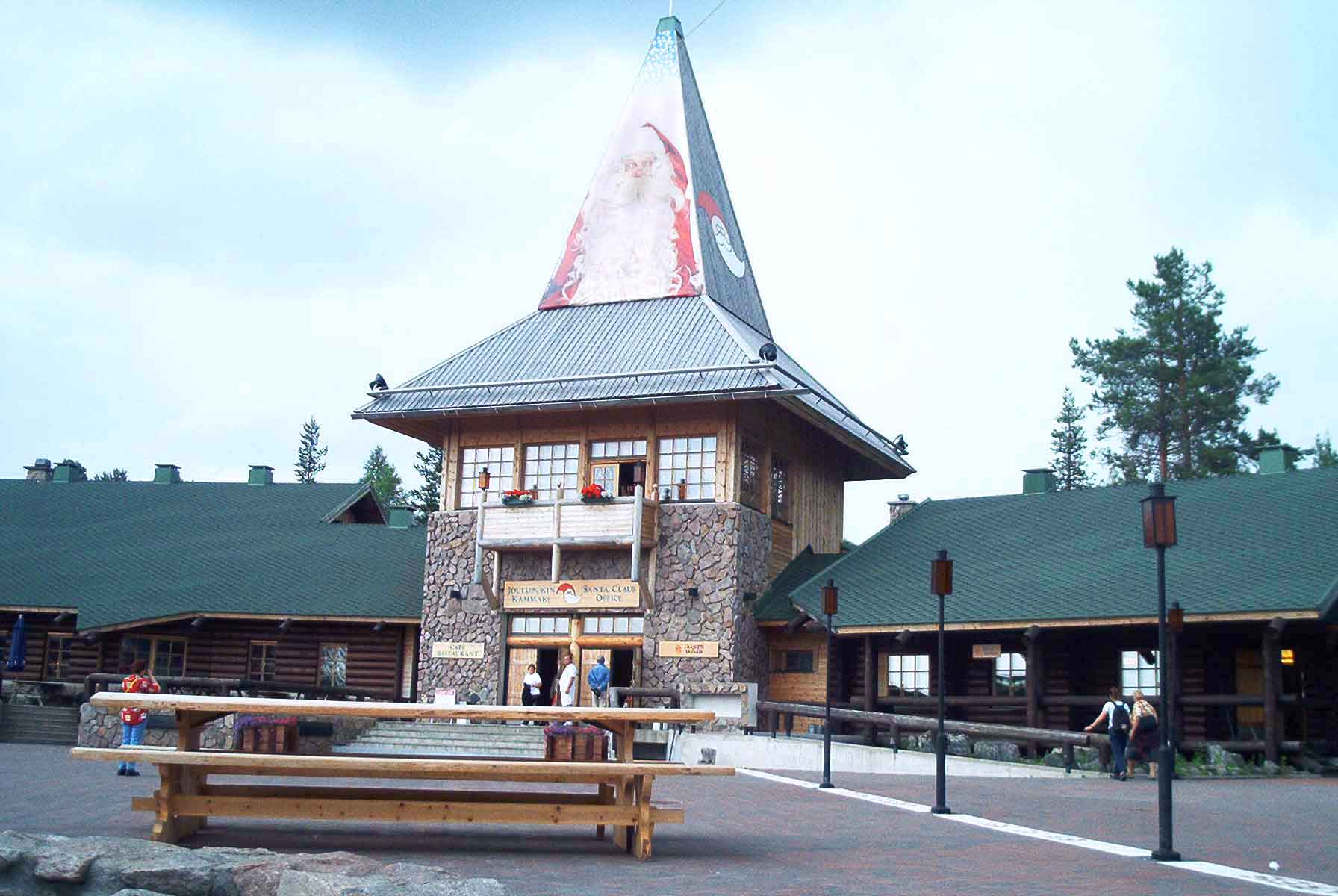
Weihnachtsmanndorf in Rovaniemi (2002). Die weiße Linie rechts markiert den Polarkreis.

Die Legende, der Weihnachtsmann wohne in Finnland, geht auf den in den 1920er Jahren populären finnischen Rundfunksprecher Markus Rautio zurück. Nach seinem Weihnachtsmärchen wohnt der Weihnachtsmann in dem Berg Korvatunturi im Norden Finnlands, geformt wie ein Ohr, in dem er die Wünsche der Kinder aller Welt hören kann. Da der Berg an der russischen Grenze zu weit abgelegen war, wurde der Einfachheit halber Rovaniemi zum zweiten Wohnsitz des Weihnachtsmanns erklärt.

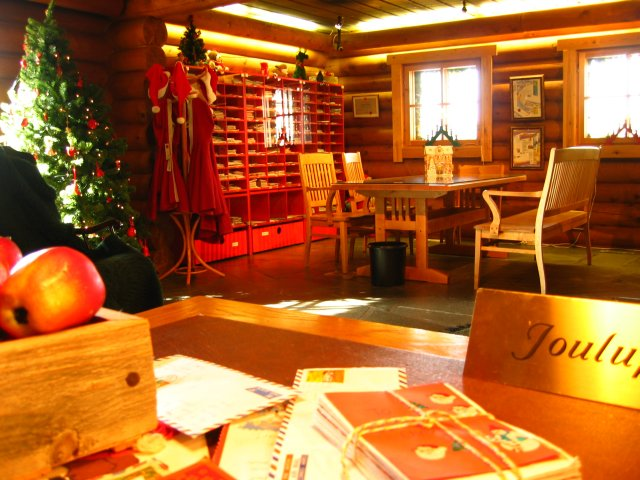
Im Weihnachtsmann-Postamt

Wenige Kilometer nördlich der Stadt befindet sich seit 1985 das Weihnachtsmanndorf, eine Touristenattraktion, in der (nicht nur) Kinder ganzjährig den leibhaftigen Weihnachtsmann begrüßen können. Angeschlossen ist ein „Weihnachtsmann-Postamt“, das Briefe von Kindern aus aller Welt bearbeitet und beantwortet. Eine weitere Attraktion dieses Santa Claus Village ist der am Boden eingezeichnete Polarkreis, welcher sich tatsächlich aber inzwischen schon ca. 120 Meter weiter nördlich befindet: Aufgrund der Nutation der Erdachse und der damit einhergehenden Veränderung der Schiefe der Ekliptik ist die Lage der Polarkreise nicht stationär auf eine bestimmte Linie fixiert, sondern verändert sich geringfügig.

## Friedhöfe
Der Deutsche Soldatenfriedhof Rovaniemi Norvajärvi wurde 18 Kilometer nördlich der Stadt als Sammelfriedhof für Gefallene des Zweiten Weltkriegs aus Gräbern in den Provinzen Lappland und Oulu angelegt.

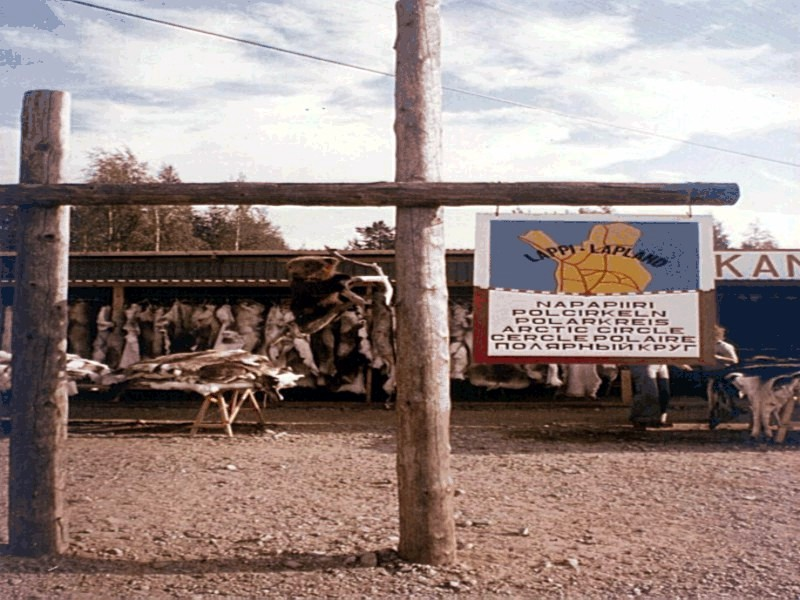
Polarkreis an der Staatsstraße 4 bei Rovaniemi 1975

## Verkehr
Der Flughafen Rovaniemi liegt in acht Kilometern Entfernung vom Stadtzentrum an der Staatsstraße 4 (E 75) in Richtung Ivalo und Inari.
Rovaniemi liegt seit 1909 an der Bahnstrecke Laurila–Kandalakscha. Es verkehren Fernzüge (Tag- und Nachtzüge) nach Kemijärvi, Helsinki und Turku. Der Bahnhof verfügt über eine Verladestelle für Autoreisezüge.
Etwa 50 km östlich von Rovaniemi liegt der Bahnhof Misi. Der Ort gehört verwaltungstechnisch zur Stadt Rovaniemi.
Eine Arctic Railway könnte von Rovaniemi in Richtung Norden bis zum eisfreien Tiefwasserhafen Kirkenes in Nordnorwegen gebaut werden. Untersuchungen des finnischen und des norwegischen Verkehrsministeriums von 2018 empfahlen diese Streckenvariante. Die Baukosten von 2,9 Mrd. Euro wären jedoch nur für ein jährliches Transportvolumen von mindestens 2,5 Millionen Tonnen wirtschaftlich, so dass eine Realisierung derzeit nicht zu erwarten ist.

## Söhne und Töchter der Stadt
- Timo Murama (1912–1981), Skisportler
- Martti Huhtala (1918–2005), Skilangläufer und Nordischer Kombinierer
- Tauno Luiro (1932–1955), Skispringer und Weltrekordhalter
- Esko Mömmö (* 1930), Skispringer
- Arvo Aalto (1932–2025), kommunistischer Politiker
- Antti Hyvärinen (1932–2000), Skispringer und Schanzenkonstrukteur
- Jouko Jokinen (1936–2024), Eisschnellläufer
- Kalervo Hietala (* 1938), Eisschnellläufer
- Ensio Hyytiä (1938–2019), Skispringer
- Markku Maatela (* 1941), Skispringer
- Kaija-Liisa Keskivitikka (* 1945), Eisschnellläuferin
- Raimo Hietala (* 1946), Eisschnellläufer
- Esko-Juhani Tennilä (1947–2024), Politiker (Linksbündnis)
- Arja Kantola (* 1949), Eisschnellläuferin
- Tauno Käyhkö (* 1950), Skispringer
- Esko Rautionaho (* 1950), Skispringer
- Kari Ylianttila (* 1953), Skispringer
- Jouko Törmänen (1954–2015), Skispringer
- Urpo Pikkupeura (* 1957), Eisschnellläufer
- Jari Tervo (* 1959), Autor
- Jouko Vesterlund (* 1959), Eisschnellläufer
- Heikki Ylipulli (* 1961), Skispringer
- Toni Hannula (* 1962), Ringer
- Sara Mustonen (1962–1979), Skirennläuferin
- Jukka Ylipulli (* 1963), Nordischer Kombinierer
- Ulrike Heinrichs (* 1964), deutsche Kunsthistorikerin und Hochschullehrerin
- Hannu Luomajoki (* 1964), Physiotherapeut
- Pasi Tauriainen (* 1964), Fußballspieler
- Tuomo Ylipulli (1965–2021), Skispringer
- Ari Palolahti (* 1968), Skilangläufer
- Juha Alm (* 1969), Skilangläufer
- Raimo Ylipulli (* 1970), Skispringer
- Mr. Lordi (* 1974), Tomi Petteri Putaansuu, Sänger und Gründer der nach ihm benannten Band
- Tapio Nurmela (* 1975), Nordischer Kombinierer
- Sanna-Leena Perunka (* 1976), Biathletin
- Katja Kettu (* 1978), Schriftstellerin, Animatorin und Filmproduzentin
- Hannu Manninen (* 1978), Nordischer Kombinierer
- Mikko Keskinarkaus (* 1979), Nordischer Kombinierer
- Pekka Saravo (* 1979), Eishockeyspieler
- Tanja Poutiainen (* 1980), Skirennläuferin
- Miia Tervo (* 1981), Filmregisseurin und Drehbuchautorin
- Pirjo Muranen (* 1981), Skilangläuferin
- Mona-Liisa Nousiainen, geb. Malvalehto (1983–2019), Skilangläuferin
- Kimmo Yliriesto (* 1983), Skispringer
- Ville Kähkönen (* 1984), Nordischer Kombinierer
- Antti Tuisku (* 1984), Popsänger
- Antti Autti (* 1985), Snowboarder
- Harri Olli (* 1985), Skispringer
- Oku Luukkainen (* 1985), Musiker und bekannter Radiomoderator
- Olli Muotka (* 1988), Skispringer
- Janne Ryynänen (* 1988), Nordischer Kombinierer
- Sami Niemi (* 1991), Skispringer
- Jussi Taka (* 1993), Snowboarder
- Jenny Rautionaho (* 1996), Skispringerin
- Vili Saarijärvi (* 1997), Eishockeyspieler
- Andreas Alamommo (* 1998), Skispringer
- Aaro Davidila (* 2000), Dreispringer
- Vilma Koivisto (* 2002), Fußballspielerin
- Lumia Nurmela (* 2008), Nordische Kombiniererin